# 歌津インターチェンジ
歌津インターチェンジ（うたつインターチェンジ）は、宮城県本吉郡南三陸町にある三陸沿岸道路（南三陸道路 / 歌津本吉道路）のインターチェンジ (IC) である。

## 歴史
- 2017年（平成29年）12月9日：南三陸海岸IC - 歌津IC間 開通に伴い供用開始[1]。
- 2019年（平成31年）2月16日：歌津IC - 小泉海岸IC間 開通[2]。

## 道路

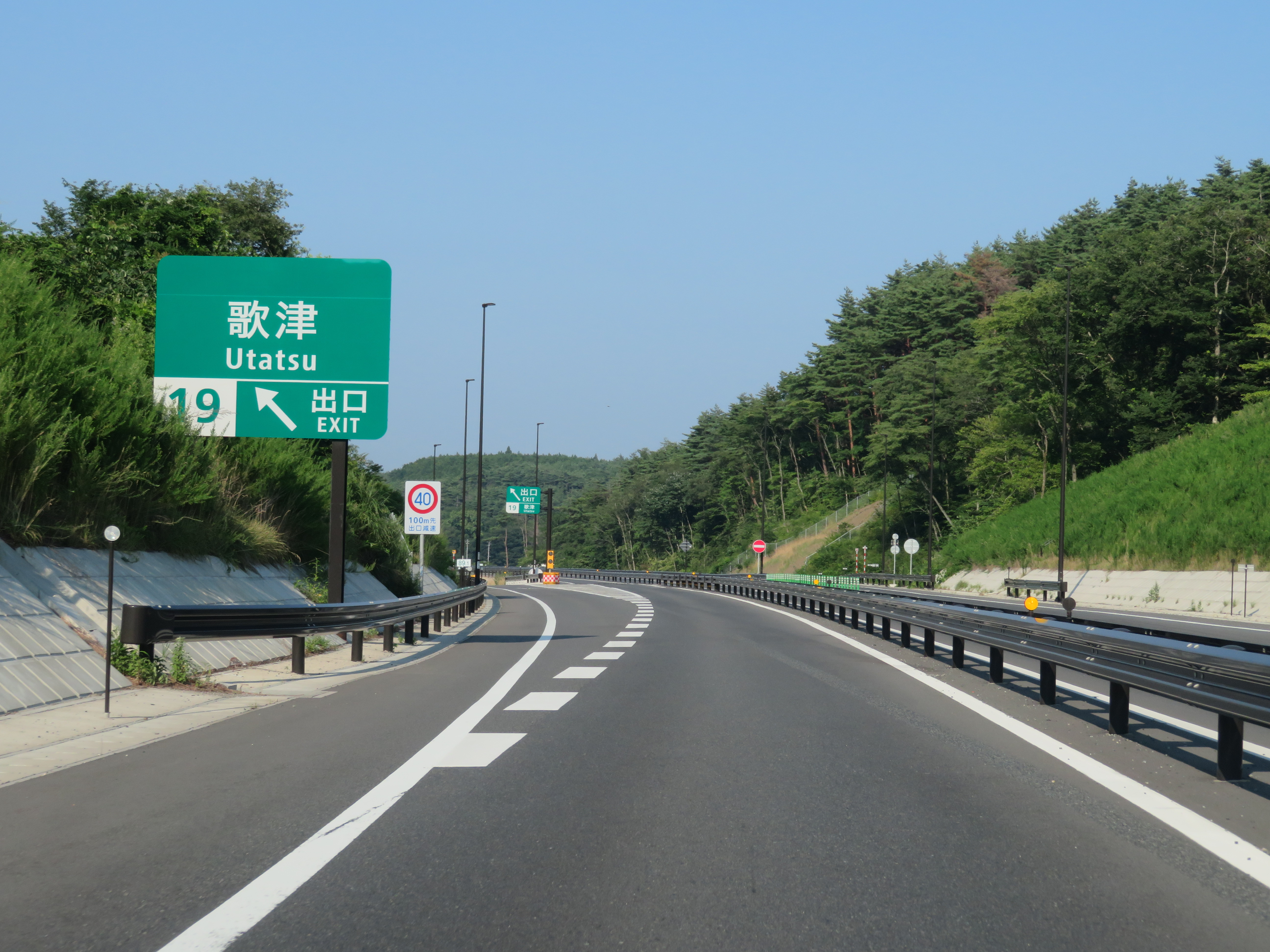
下り線出口付近

### 本線
- E45 三陸沿岸道路（南三陸道路 / 歌津本吉道路・19番）

### 接続する道路
- 国道45号

## 料金所
無料区間のため設置されていない。

## 周辺
- 東日本旅客鉄道気仙沼線 歌津駅
- 南三陸ハマーレ歌津

## 隣
E45 三陸沿岸道路（南三陸道路 / 歌津本吉道路）
(18) 南三陸海岸IC - (19) 歌津IC - (20) 歌津北IC